# Phenacoccus ulmi
Phenacoccus ulmi är en insektsart som först beskrevs av Savescu 1985.  Phenacoccus ulmi ingår i släktet Phenacoccus och familjen ullsköldlöss.
Artens utbredningsområde är Rumänien. Inga underarter finns listade i Catalogue of Life.